# 乌塔·罗伦德
乌塔·罗伦德（德語：Uta Rohländer，1969年6月30日—），德国女子田径运动员。她曾代表德国参加1992年和1996年夏季奥林匹克运动会田径比赛，其中1996年奥运会获得一枚铜牌。